# 카메룬의 총리
카메룬의 총리는 카메룬의 현 헌법 하에서 상대적으로 힘없는 위치에 있다. 총리가 정부 수반으로 공식 임명되는 동안 대통령은 대부분의 행정권을 유지하며 총리를 마음대로 해임할 수 있다.
현 총리인 조제프 응구트는 폴 비야 대통령에 의해 임명되었고, 2019년 1월 4일 취임했다.

## 역사
1960년 프랑스로부터 독립한 이래 카메룬 동부 지역에 존재해 왔다. 1961년 카메룬 연방이 영국으로부터 독립하자, 카메룬 연방은 자치권을 유지하고 각각 총리를 따로 두었다. 1972년 카메룬은 단일 국가가 되었고 총리직은 일시적으로 공석이 되었다. 1975년, 폴 비야는 카메룬의 총리로 임명되었다. 1984년부터 1991년까지 총리직은 존재하지 않았다.